# Термоелектрана Снага и светлост
Термоелектрана „Снага и светлост“ се налази на десној обали Дунава, у марини „Дорћол“, у улици Дунавски кеј б.б., на територији општине Стари град, у граду Београду. Била је у функцији од 1932. до 1969. године. Представља део индустријског наслеђа, значајних културно-историјских и архитектонско-урбанистичких вредности у привредној, техничкој, друштвеној и градитељској прошлости Београда. Цео комплекс са околином је проглашен спомеником културе решењем из 2013. године.

## Историја

### Услови
Током двадесетих година 20. века, потребе за производњом електричне енергије су нагло порасле. Пошто је Београд постао престоница увећане државе, дошло је до великог прилива становништва, као и потребе да се инфраструктура и репрезентација града уреде према модерним комуналним стандардима.
Стара београдска централа на Дорћолу, као и остале мале централе у земљи, имале су старе машине, мали обим производње и слабу искоришћеност. Производња је била скупа и нерационална, са вишком персонала и слабом потрошњом у домаћинствима. За потребе индустрије отворени су сопствени погони, тако да удео индустрије у потрошњи струје није био велики. Тарифном политиком Београдске општине, која је циљала на заштиту слабијих потрошача, вештачки је спречавана велика потрошња, што није погодовало развоју индустрије.
Да би се ово стање побољшало, у општини се размишљало о томе да ли је боље поправити и усавршити стару београдску централу или градити нову. Стручњаци су углавном били за поправку и усавршавање старе централе, с обзиром да за изградњу модерне централе нису били испуњени основни предуслови: довољно повећање потрошње и појефтињење производње. Сматрали су да је потребно усавршити капацитете и рационализовати рад постојеће београдске централе. Констатовали су да нова опрема брзо застарева, јер је дошло до великог технолошког развоја турбина и генератора, те да се градња нове централе не би исплатила. Процењивали су да је струја скупа и због вишка персонала у београдској електрани, које би будући страни власник, у случају концесије отпустио и да би они онда пали на терет општине. Сматрали су да је тарифна политика била погрешна и да би се бољом политиком цена омогућио и бољи обрт. Од 1924. је започела обнова старе електричне централе на Дорћолу, која је углавном била завршена до 1927. Уграђена је нова турбина, надзидан је један и подигнут још један димњак, монтиран је и елеватор и процењено је да би то било довољно за наредних седам или осам година, када би се заиста могло приступити подизању нове, модерне централе.

### Концесија
Међутим, Београдска општина је 1929. ипак, под посебним околностима, одлучила да електричну мрежу и централу да у концесију. Наиме, у првој половни двадесетих година 20. века обављени су обимни комунални радови на калдрмисању улица, водоводу и канализацији, као и регулацији и нивелацији улица. Сви радови су финансирани из зајмова, јер привреда града својим приходима није могла да покрије ове неопходне трошкове, биланс у буџету Београдске општине није био уравнотежен, расходи су били већи од прихода. Извори финансирања морали су бити нађени у иностранству, али за разлику од предратног периода, када је Краљевина Србија, средстава углавном налазила у Француској, након Првог светског рата, француски капитал, као и капитал већине других европских земаља је ангажован на сопствену обнову. Београдска општина је октобра 1927. обезбедила краткорочан зајам од три милиона долара од групе банкара из Њујорка (енгл. Chase Security Corporation), односно од Блерове групе и то под врло тешким условима, са роком враћања 25. јун 1929. Зајам је искоришћен за увођење основне модерне инфраструктуре, а делом и за обнову старе београдске електране. Међутим, како експлоатација инфраструктуре не доноси брз профит, враћање тог дуга је било могуће углавном путем новог задуживања, улажењем у зачарани круг све већег задуживања, под све горим условима.
И поред противљења бројних стручњака, Београдска општина је почетком 1929. расписала конкурс за концесију за изградњу и експлоатацију нове електричне централе, зато да би могла да исплати зајам од Блерове групе. Према условима конкурса, понуђач који би добио концесију, имао је обавезу и да исплати преосталу суму тог зајма, у име општине.
На конкурс се пријавило 16 предузећа, 14 европских, као и две југословенске. Како је општина дала допунске услове, достављене су поновљене понуде у знатно мањем броју. Комисија, коју су сачињавали инжењери и професори Београдског универзитета Георгије Пио Уљски, Драгомир Јовановић, електроинжењер Васа Ристић, машински инжењер Миливоје Обрадовић, управник Дирекције трамваја и осветљења, инжењер Павле Стаматовић, инжењери Лазар Швабић и Димитрије Савић, је негативно оценила све понуде.
Читава трансакција је била договорена око 1. јуна 1929, на конференцији између представника Општине града Београда, градоначелника Милоша Савчића, потпредседника општине Војислава Зађине и председника општинског суда Милослава Стојадиновића, управника Државне хипотекарне банке, председника владе и министара финансија, правде и министра без портфеља Николе Узуновића, као и путем усменог споразума са представницима Друштва швајцарских банака, Алфредом Мајером и Едуардом Тисоом из Базела.
Комисија је затим поново заседала 18. јуна када је разматрала само четири понуде, међу којима је била и понуде Швајцарске железничке банке. Према извештају комисије констатовано да је та банка понудила сва постројења која је општина захтевала, али да је потребно још поправити или прецизирати велики број услова.
На дан 29. јуна одржан је састанак одборника и Општинског суда, на којем је изнета сугестија комисије да се прихвати понуда швајцарске банке као најповољнија. Том приликом, градоначелник Милош Савчић је у расправи отворено рекао да се зајам мора закључити, јер није било другог начина да се општина ослободи обавеза према Блеровој групи, која је одбијала да продужи рок исплате зајма. На почетку расправе, већина одборника је била против, али након дужег убеђивања представника општинских власти, одборници су изгласали предлог већином гласова, са изузетком три одборника, који су гласали против (Бранко Поповић, Негослав Илић и Јован Дравић). Међу највећим противницима овакве концесије су били Кирило Савић, који се противио концесији у начелу, сматрајући посебно понуду Швајцарских банака најнеповољнијом, и Коста Јовановић, потпредседник Београдске општине у ранијем сазиву, који је у штампи писао о штетности уговора и малверзацијама у вези са његовим закључивањем, тврдећи да је Савчић још 1928. покушао да га подмити, због чега је тужен за клевету 1930, али је истрага прекинута, због смрти оптуженог. С друге стране, адвокат Милорад Богдановић је пре Другог светског рата поднео кривичну пријаву против општинске управе за град Београд из 1929. (Милош Савчић, Милослав Стојадиновић и Војислав Зађина), за дело фалсификовање документације.
Концесиони уговор о снабдевању електричном енергијом, у трајању од 25 година, са Швајцарском групом банака из Базела – „Sociétédes Banques Suisses“ и швајцарским Друштвом за електрицитет и погон (ранија Швајцарска железничка банка) „Société Suisse d’Elect ricité de Traction“ је потписан у Београду, 2. септембра 1929. године. Уговор је предвиђао да Друштво швајцарских банака да позајмицу општини од 26 милиона швајцарских франака на три године, са могућношћу продужетка за још једну годину. Одредбе основног уговора касније су мењане у погледу цене струје, модалитета плаћања, набавке угља, изградње постројења и низа других одредби.

### Изградња
После потписивања концесионог уговора, Швајцарска група је у Базелу 1930. године основала Акционарско друштво „Снага и светлост“ (Force et Lumiérе), с капиталом од шест милиона швајцарских франака и филијалу у Београду са капиталом од 66 милиона динара.
Пројектовање, надзор и постављање централе је поверено Швајцарском друштву за електрификацију и саобраћај из Базела. За централу је изабрана локација на обали Дунава, због неопходне количине воде за хлађење и могућности транспорта угља и воденим путем.
Изградња је трајала две године. Започела је 23. јула 1930. и груби радови су били завршени на јесен 1931. године. Грађевинске радове спроводило је швајцарско предузеће уз помоћ југословенских радника.
Изабрани терен на коме је изграђена термоелектрана је био веома несигуран. На 30 m испод површине тла су се налазили слојеви пешчаног материјала са незнатном количином иловаче. Због тога је у тло термоелектране уграђено 665 стубова, чије је постављање трајало два месеца. На стубовима су вршене пробе оптерећења од 175–200 t. За пумпну станицу су постављени понтони чији горњи део је стајао на 30 cm изнад воде. За изградњу термоелектране укупно је употребљено 10.000 m³ бетона, од чега је 7.000 m³ утрошено на шипове у темељима, 700 t гвожђа и 560 t челичне конструкције. Од укупних инвестиција, 70% је утрошено на изградњу темеља. Зграда је изграђена од мешовитог материјала. Највећи део склопа је челична конструкција, док су извесни делови направљени од армираног бетона (носачи бункера, бункери, међуспратна конструкција). 
Термоелектрана је производила струју напона 6.600 V на 50 Hz. Мада је била предвиђена за четири, у почетку је имала само три енергетске јединице. Инсталисани су турбогенератори фирме „Brown, Boveri & Cie“. Капацитет је износио три пута по 6.400 киловата (19.200 kW) и предвиђено је да се проширује до 30.000 kW снаге. Постојала је и једна помоћна турбина од 500 kW, са генератором ниског напона.
За потребе термоелектране у речном току су изграђени лука, место за одлагање угља дужине 140 m и ширине 58 m, са капацитетом складиштења 38.000–55.000 тона угља (за шест недеља рада) и комплекс зграда, са котловским постројења, димњаком за одвођење гасова и пепела висине 85 m, машинском халом, разводним постројењима, управном зградом и канцеларијама, станом за чувара, радионицом за одржавање и санитарним чворовима за раднике, зградом са прекидачима и растављачима.
Осим термоелектране изграђена су разводна постројења (подстанице I и подстанице II) и две трансформаторске станица преносних напона 6/0,4 kW ради постизања веће преносне снага, побољшања напонских прилика, квалитета електричне енергије и сигурности снабдевања потрошача. Електрични развод, електрична команда и трансформатори су смештени у сали поред сале са турбинама.
Електрична енергија се из термоелектране спроводила далеководима до трафо-станица, од којих је једна била у улици Кнегиње Милице (6,3/3,15 kV), где се струја мерила и даље разводила у варошку мрежу помоћу 12 кабловских линија, а друга трафо-станица се налазила код кафане „Мостар“, одакле се струја разводила под напоном од 6 kV помоћу 8 кабловских линија.
Дозвола за употребу термоелектране је издата 23. септембра 1932. године.

### Погон
Испорука струје је започела 26. новембра 1932. године, постепено преузимајући потрошаче старе општинске централе на Дорћолу.
Електрична централа на Дорћолу је заустављена у недељу 14. маја 1933. године. у четири сата ујутру, после 40 година рада. Особље које је радило у старој електрани је те ноћи добило наредбу да заустави машине и да њен рад пребаци на нову електрану. Тада је престао да ради и кран на Дунаву, који је свакодневно дизао угаљ с бродова који су пристизали у дорћолску марину и преносио га до термоцентрале. Котлови, турбине и генератор из Старе београдске централе на Дорћолу су делимично реконструисани и монтирани као привремено решење, након Другог светског рата приликом градње ТЕ „Мали Костолац“, налазили су се у погону од краја 1948. до средине шездесетих година 20. века.
Као датум почетка коришћења нове термоелектране узима се 29. мај 1933. Она је након престанка периода концесије требало да пређе бесплатно у својину Београдске општине.
Изградњом Термоелектране „Снага и светлост“ први пут је почела да се користи нисконапонска дистрибутивна мрежа за напајање наизменичном струјом, која је знатно унапредила електроенергетски система града. У осталим градовима замена на мрежу наизменичне струје је ишла спорије, и трајала је до 1958. године.
Након подизање термоелектране покренуте су и нове идеје о савременом комуналном уређењу и функционисању града. Међу таквим идејама је и идеја о увођењу централизованог снабдевања
града топлотном енергијом, која је из техничко-економских разлога реализована тек
четири деценије касније.
За рад термоелектране је као погонско гориво у потпуности коришћен домаћи угаљ лигнит, топлотне вредност од 2.000 до 2.200 kcal/kg, који је стизао железницом из рудника у Костолцу, удаљен преко 50 km. Изградња Термоелектране „Снага и светлост“ представљала је прекретницу у раду костолачког рудника, који је до тада коришћен за погон малих котлова прехрамбене и прерађивачке индустрије, локомотива и бродова. Власници костолачког угљенокопа морали су да инвестирају у пругу узаног колосека дужине 2,5 km, како би омогућили извожење угља на главни ток Дунава. У погону је радило 14 радника.
За техничког директора термоелектране је 1. новембра 1933. постављен инжењер Димитрије Савић, који се на тој функцији налазио све до 15. јула 1945. године. Он је годину дана провео у фабрикама парних котлова и турбина у Немачкој и Швајцарској, што му је омогућило да се озбиљније позабави научно-истраживачким радом на сагоревању лигнита и каквоћи воде за парне котлове високог притиска.
Године 1938. додата је и четврта енергетска јединица снаге 12.500 kW, тако да је укупна снага централе износила 31.700 kW. Пред Други светски рат, централа је снабдевала електричном енергијом Београд са око 320.000 становника.
Током рата су оштећени термоелектрана и електрична мрежа. Пред повлачење из Београда октобра 1944, немачки окупатор је централу онеспособио, али је технички управник са групом поузданих сарадника успео да склони резервне делове њених виталних склопова у лагуме, тако да је одмах након ослобођења Београда, могла бити оспособљена и већ новембра 1944. поново стављена у погон.
Након рата у извршном одбору НО града Београда испитивана је правна ваљаност уговора склопљеног са Друштвом швајцарских банака и утврђено је да уговор нема правну важност, с обзиром на малверзације и фалсификате приликом његовог закључивања. Тако је решењем о национализацији из 1947. термоелектрана прешла у државну својину,.
Дуго након рата Термоелектрана „Снага и светлост” је била главни снабдевач Београда електричном енергијом. Са индустријализацијом земље и повећањем потрошње електричне енергије, градске електране су затваране и подизане су нове ван градова, одакле се струја преносила далековод.
Након што је 1967. године изграђена нова топлана на мазут, Термоелектрана „Снага и светлост” је прешла у хладну резерву. Разматрала се могућност њеног претвара ња у топлану, ради загревања индустријских стамбених зграда у том делу Београда. Међутим, због „дотрајалости“, електрана је крајем 1969. године потпуно искључена из електричне мреже, а у њеној непосредној близини почела је изградња Топлане „Дунав“, која је и данас у функцији.

## Споменик културе
Материјалне остатке Термоелектране данас чине: зграда електране, кран са рукавцем (базеном), пумпна станица за воду и филтерско постројење.
Архитектура зграде, као и читавог комплекса, одражава модернистичка схватања, у европској градитељској пракси међуратног периода. Зграда електране је објекат кубичне форме са правоугаоном основом површине 2800 m² и скелетним конструктивним системом. У конструктивном и технолошком смислу се састоји из три целине: хала котларнице, машинска сала и командно-шалтерска сала. Хала котларнице је тробродна, са заједничком подрумском и приземном основом у армирано-бетонском скелетном систему, са пуним армирано-бетонским обимним зидовима. У хали се налазило 8 котлова. На плоче поред котлова су били постављени контролни инструменти: парометар, водомер, манометар, даљинско водомерно стакло, показивач угљен-диоксида (COТ2, као и угљен-моноксида (CO) и течног водоника H2, термометар и пирометар.
Машинска сала се састоји из простора турбо алтернатора и простора пумпи, који су изведени на заједничкој армирано-бетонској подрумској основи у систему челичних рамова са једноводним лаким крововима на различитим висинама.
Између хале и котларнице се налазило пумпно одељење, у коме су били смештени уређаји за омекшавање воде за напајање, поступком соде и креча, два резервоара под средњим притиском запремине 15 m³ за кондензовање, дестилатор за додатну воду, четири пумпе за напајање котлова и четири пумпе за расхладну воду, са електричним и турбинским погоном.
Командно-шалтерска зграда изведена је у зиданом систему, на армирано-бетонској подрумској основи и има две таванице изнад приземља. Кровна конструкција је челична, једноводна, покривена бакарним лимом. Подови у електрани су, с малим изузецима, од цементног премаза. Фасаде целог објекта зидане су у челичним рамовима.
Уз зграду је изграђен портални кран с рукавцем у виду велике мостне, решеткасте конструкције од челичних елемената спајаних закивцима, који се кретао помоћу два сопствена електромотора, по шинама положеним уз електрану и рукавац, дужином рукавца од пумпне станице до Дунава (140 m).
 Био је носивости 6,8 t дужином од 60 m и укупном дужином кретања од
108 m. Покретао га је двомоторни уређај, са аутоматском заштитном кочницом, која се активирала при искљученим моторима, када је на мост деловала сила ветра. Претоварна корпа била је капацитета 15 m³ и кретала се целом дужином моста. Угаљ је стизао железницом или бродом, који се са превозног средства убацивао у левак за прихват угља у дробилицу, због чега није било потребно стално померање крана. Две тестерасте дробилице капацитета по 40 t/h су уситњавале угаљ на величину коцке. Дробилице су биле спојене покретном траком са линијама допремања, које су се састојале од хоризонталних трака, аутоматске ваге, два елеватора, и две надбункерске траке. Из четири висећа армирано-бетонска бункера укупне запремине 2.600 m³ угаљ је одлазио преко аутоматских вага у левак котла. Два резервна бункера запремине 600 m³ су се празнили у прихватно окно елеватора, одакле се гориво пребацивало у радне бункере. Резерва у бункерима је била довољна за 36 сати рада под пуним оптерећењем (29 сати у радним и 7 у сати у помоћним бункерима). 
Пумпна станица и филтерско постројење се налазе на крају рукавца. Пумпна станица се састоји од армиранобетонског објекта, кружне основе и унутрашње инсталације с пумпама и цевоводима. Три вертикалне пропелерне цевне пумпе, које су постављене у распореду звезде са висином дизања од 75 m и 1.500, односно 700 обртаја у минути, кога су покретали електромотори напона 6.000 V, могли су се укључивати по избору.
Са пумпном станицом је повезано филтерско постројење челичним мостом дужине 13,40 m, на којем су некада били постављени електрични каблови. Филтерско постројење се састоји од структуре правоугаоног облика, која је у унутрашњости издељена на базене за филтрацију. Филтрирана вода се транспортовала до резервоара у подруму машинске зграде, помоћу два цевовода, од којих је један био од армираног бетона, пречника 1,5 m, а други цевовод од челичног лима, пречника 1,20 m је служио као резерва за снабдевање хладном водом.
Конструкција електране је толико стабилна да се стандардним техникама није могла срушити, због чега је опстала до данас.